# Motorvision
Motorvision è il secondo home video ufficiale della band statunitense alternative rock dei Soundgarden, pubblicato dall'etichetta A&M Records il 17 novembre 1992.

## Informazioni
La registrazione contenente otto canzoni eseguite dal vivo al Paramount Theatre di Seattle, Washington nei giorni 5 e 6 marzo 1992 durante il tour in supporto all'album Badmotorfinger, e comprende anche materiale girato dietro le quinte e sulla strada. Il filmato è stato distribuito solo in VHS e non ne esiste una versione ufficiale su DVD.
Durante Slaves & Bulldozers, Chris Cornell canta alcuni versi della canzone Alive dei Pearl Jam.

## Tracce
1. Searching with My Good Eye Closed
2. Rusty Cage
3. Outshined
4. Little Joe
5. Mind Riot
6. Room a Thousand Years Wide
7. Jesus Christ Pose
8. Slaves & Bulldozers

## Formazione
- Chris Cornell – voce, chitarra (tracce 2, 4, 5, 7 e 8)
- Kim Thayil – chitarra
- Ben Shepherd – basso
- Matt Cameron – batteria